# Gare de Sainte-Colombe - Septveilles
Gare de Sainte-Colombe - Septveilles vasútállomás Franciaországban, Sainte-Colombe településen.

## Vasútvonalak
Az állomást az alábbi vasútvonalak érintik:
- Longueville–Esternay-vasútvonal

## Kapcsolódó állomások
A vasútállomáshoz az alábbi állomások vannak a legközelebb:
- Gare de Longueville (Paris Gare de l’Est, Line P)
- Gare de Champbenoist - Poigny (gare de Provins, Line P)